# Kaye Styles
Pour les articles homonymes, voir Styles (homonymie).
Kaye Styles, de son vrai nom Kwasi Gyasi, né le 8 novembre 1981 au Ghana, est un rappeur belge.

## Biographie
À l'âge de 5 ans, Kaye et ses parents quittent le Ghana pour s'installer en Europe. Très jeune Kaye développe son amour pour le sport et la musique. Tout en grandissant, il a découvert une passion pour le basket-ball et le skate. Son diplôme d'études secondaires en poche, Kaye se met définitivement à la musique après que ses amis l'encouragent à aller dans cette direction.
À 22 ans, il réalise sa première collaboration sur un single et seulement trois mois après, il signe son premier contrat pour quatre albums chez Mostiko. Son premier single Gimme the Mic est largement diffusé sur les ondes du Benelux lors de sa sortie, et se classe dans le top 50 pendant 10 semaines. Il fait également la première partie du concert de Christina Aguilera à deux reprises (à Amsterdam et Anvers). En 2006, Kaye est invité par la Vmma pour enregistrer un nouveau générique pour la série télévisée Prison Break.

## Discographie

### Albums studio
- 2004 : True Definition of Styles[1]
- 2004 : It Iz What It Iz
- 2006 : Main Event
- 2008 : First Born[2]

### Singles
- 2004 : Gimme The Mic
- 2004 : Somebody's Watchin Me
- 2005 : Safe Sex (feat Laura)
- 2005 : Maria Bonita (feat Ali Tcheelab)
- 2005 : Profile
- 2006 : Don't Cry/I Love to Party (feat Johnny Logan)
- 2006 : Cheat on You (feat Black Cherry)
- 2006 : Survivor
- 2008 : Shawty (feat. Akon et Tariq L)[3]
- 2009 : Freedom (feat. Frank Ti-Aya)
- 2009 : Ching Choing (feat Michael Calfan et Bob Sinclar)[4]
- 2011 : Is It Love (feat Celia)

## Affaire judiciaire
Le 24 avril 2019, Kaye Styles est condamné par défaut à 10 mois de prison et à une amende de 8 000 euros pour conduite sans permis, malgré un retrait de permis à vie. Le 11 juin 2017, lors d'un contrôle à Knokke-Heist, la police avait intercepté le conducteur d'une Mercedes 320, qui s'est révélé être Kaye Styles, déjà sanctionné pour des infractions similaires. Avec 59 condamnations au compteur, il doit repasser les examens de conduite et subir des tests médicaux et psychologiques pour envisager une éventuelle récupération de son permis .